# Долни Раковец
Долни Раковец е село в Западна България. То се намира в община Радомир, област Перник. Селото е известно с минералната вода, както и дългогодишните традиции в производството на чесън.

## География

### Местоположение
Село Долни Раковец е кметство от община Радомир и отстои на 12 км югоизточно от общинския център, 25 км от областния град Перник и 45 км от София. Разположено е почти в средата на Радомирското поле на северозапад в подножието на хълма „Острица“, като средната му надморска височина е малко под 640 м. То е застроено изцяло върху равен, хоризонтален терен, без наличието на издигнати форми (хълмове, баири, могили) или пресичащи го валози, оврази и дерета. Макар и в непосредствена близост, споменатият хълм с височина до 758 м, не влиза в територията на това село. На около 1 км от него, южната част на долнораковското землище се пресича от река Арката.
Най-близкото населено място до с. Долни Раковец е започващото на едва 150 м на североизток село Стефаново. Почти на изток е с. Друган, а малко по-далече на югоизток е с. Владимир. От юг съседни са селата Кондофрей и Чуковец, а на запад се намират с. Бобораци и с. Негованци. Районът на Долни Раковец, като част от Радомирското поле, е от групата на т.нар. „високи полета на Западна България“ и е второто по горното течение на р. Струма след Пернишкото поле. Околността му е заобиколена от редица планински масиви, част от западния дял на Средногорския орогенен (планински) пояс на страната. На изток е планината Голо бърдо, а на югоизток и юг се издига Верила, докато на югозапад-запад се възвишава Конявската планина. От запад е Земенската планина, а на североизток и север се спускат полегатите склонове на ниските и заоблени планини Рудина и Черна гора. Общата площ на землището на с. Долни Раковец е малко над 13000 дкр.

### Климат
Климатът в тази зона е континентален и отговарящ на особеностите на надморската височина. Зимата е продължителна и студена със снеговалежи, които нерядко започват от месец ноември и продължават почти до края на март, като обичайно явление е температурите да падат до минус 18 – 20 и по-ниско (-25) градуса. Снежната покривка достига до 30 – 40 см, но има случаи, когато натрупва сняг и до 70 – 80 см. Пролетта е доста хладна и понякога дори през май месец температурите стават отрицателни и сутрин падат слани, които често унищожават овощните цветове, лозите и зеленчуците. Лятото не е много горещо и рядко температурите се качват над 30 градуса, а доста пъти първите слани се образуват в средата на септември месец, т.е. още през летните дни. Есента е хладна и се появяват мъгли. Почти ежегодно в землището на Долни Раковец лятно време валят градушки, които нанасят големи поражения на селскостопанската продукция. По-голямата част от годишните валежи падат през пролетта (дъждове) и по-малко през зимата (сняг), а най-сухи са летните и есенните месеци. Общата сума на валежите средногодишно е около 600 мм. Преобладаващите ветрове в района на селото са от запад-северозапад и по-малко интензивни от към изток-североизток. Южните ветрове за този регион са по-рядко явление.
| Климатични данни за Долни Раковец  | Климатични данни за Долни Раковец | Климатични данни за Долни Раковец | Климатични данни за Долни Раковец | Климатични данни за Долни Раковец | Климатични данни за Долни Раковец | Климатични данни за Долни Раковец | Климатични данни за Долни Раковец | Климатични данни за Долни Раковец | Климатични данни за Долни Раковец | Климатични данни за Долни Раковец | Климатични данни за Долни Раковец | Климатични данни за Долни Раковец | Климатични данни за Долни Раковец |
| Месеци                             | яну.                              | фев.                              | март                              | апр.                              | май                               | юни                               | юли                               | авг.                              | сеп.                              | окт.                              | ное.                              | дек.                              | Годишно                           |
| Средни максимални температури (°C) | 4                                 | 5                                 | 15                                | 20                                | 25                                | 28                                | 30                                | 32                                | 27                                | 20                                | 10                                | 1                                 | 18,3                              |
| Средни минимални температури (°C)  | −9                                | −5                                | 0                                 | 3                                 | 9                                 | 14                                | 16                                | 16                                | 10                                | 6                                 | 1                                 | −7                                | 8,3                               |
| Средни месечни валежи (mm)         | 44                                | 36                                | 37                                | 56                                | 73                                | 74                                | 49                                | 41                                | 41                                | 52                                | 53                                | 49                                | 605                               |
| ---------------------------------- | --------------------------------- | --------------------------------- | --------------------------------- | --------------------------------- | --------------------------------- | --------------------------------- | --------------------------------- | --------------------------------- | --------------------------------- | --------------------------------- | --------------------------------- | --------------------------------- | --------------------------------- |
| Източник: , Източникː              |                                   |                                   |                                   |                                   |                                   |                                   |                                   |                                   |                                   |                                   |                                   |                                   |                                   |

### Землище
Цялата територия на долнораковското землище представлява обработваема земеделска земя, на която основно се отглеждат пшеница, слънчоглед и царевица. Главните почви там са тъмносивите до черни смолници, съдържащи значително количество органични вещества, с което се обезпечава добро плодородие на земята в района. Под почвения слой в дълбочина следват тъмни до черни, мазни и плътни глини, които преминават в по-светлосиви песъкливи глини и чакълести пясъци с прослойки от дребни и едри чакъли.
Основен отводнител на района е река Арката, която започва началото си от западните склонове на Верила при селата Горна Диканя и Дрен и е ляв приток на река Струма и се влива в нея близо до с. Поцърненци. Дължината ѝ е 37 км, а средногодишният ѝ отток в района на Долни Раковец е 1,5 куб.м/сек. Коритото на тази река е основно коригирано, като от двете страни на новото русло са изградени диги. В непосредствена близост източно на селото протича малката рекичка Банска (още Барата или Топлика), която извира от Голо Бърдо и е ляв приток на р. Арката.

### Чесън
Чесънът е традиционна култура за селото. Поради благоприятните почвено-климатични условия се произвежда едър и ароматен чесън, което популяризира селото в цяла България. Отглежда се стар сорт чесън с едри глави и силен вкус. Подходящ е за есенна и пролетна сеитба, като есенният е по-мек, а пролетният е с по-силен аромат, по-лют и подходящ за съхранение. В последните години славата на чесъна се възражда от местни производители, които организират ежегоден фестивал на чесъна.

### Минерална вода
На 50 – 60 м от последните къщи от 9 извора блика минерална вода с общ дебит 40 – 50 л/сек и температура 32 – 34 градуса. Образувани са малки езерца и местните жители наричат това място „окното“. Тази вода идва от дълбочина около 600 – 700 метра и е с високо съдържание на карбонати (варовита), има лечебни свойства към редица заболявания. Селото е водоснабдено с минерална вода от тези 9 извора.
Макар и карстова по характер, тази минерална вода е природно богатство на Долни Раковец и целия район и е належащо изготвяне и осъществяване на програма за най-разумното и практичното ѝ многоцелево употребяване. 
Също така под селото на дълбочина 3-4 метра има огромно подземно езеро със студена вода годна за пиене. С нея хората си поливат градините. Поради големите количества вода, селото е потънало в райска зеленина.

### Население
Населението на селото от времето на създаването му до средата на 20 век се е запазило като чисто българско от местни жители, но след това, предвид засилената миграция на хората в страната, идват заселници от близки и по-далечни райони на България. Местните хора са потомци на старите шопи, наричани тука „мраканци“, на които от север съседи са били шопите – „граовци“ (Пернишко), а от юг шопите „кекавци“ (Дупнишко). През 30-те години на 20 век селото е наброявало до 1500 души, а след средата на 50-те години се наблюдава прогресивно намаляване на живеещите там, достигайки до 350 души в началото на 21 век.

## История

### Древност и античност
В античността местното население на селото е било тракийското племе агриани с цар Лангар и административен център Диканя, в района на дн. село Горна Диканя. Агрианите са взели участие в похода на Александър Македонски към Индия, като негови съюзниции.
През Долни Раковец преминава важния римски път Сердика (София) – Пауталия (Кюстендил). Пътна станция Елея се намира в местността „Тиков гърбеж“ на с. Долни Раковец, откъдето разстоянието до Сердика е 24 римски мили, а до Пауталия е 28 римски мили.

### Средновековие
Сегашното село Долни Раковец е създадено през средновековековието през годините на Втората българска империя, 13-и – 14 век и неизменно съставя най-устойчивата част от етно-географската област Мраката. Счита се, че високото Радомирско поле е било важен военен и търговски кръстопът още през античността, като от там е преминавал и Александър Велики по време на походите за укрепване на Дунавската граница на държавата си. Преди да се оттегли в Рилските дебри, великият български светец Иван Рилски, е пребивавал по тази местност. Може да се предполага, че заселването на село Долни Раковец се осъществява от българи около минералните извори.

### След Освобождението
Първите писмени сведения за селото датират от началните десетилетия на османската власт, като в един стар турски документ от 1488 г. селото е отбелязано с името Ракувчъ и почти без промяна остава така до Освобождението, когато в свидетелство, издадено от радомирския бей (1875 г.) се споменава названието Раковча. Основен поминък на хората е бил земеделието и скотовъдството. По времето на Руско-турската война, още преди идването на руските части, турците са прогонени от действията на местните хора в т.нар. Шопско въстание, организирано и ръководено от поручик Симо Соколов. След Берлинския конгрес, Долни Раковец остава в пределите на Княжество България и тогава започва период на бурно развитие. Въпреки че бойният театър по времето на Сръбско-българската война не е далече, това село не е пострадало от вражеската инвазия. Мобилизираните мъже, най-вероятно в състава на Втори струмски полк, са преследвали наглия нашестветик чак до Пирот. Само за 25 години (от 1882 до 1906) селото се разраства няколкократно и от 33 домакинства с 525 души, нараства на 176 домакинства с 1204 души. Средният брой на хората в едно семейство до към 1930 г. е бил 7 души. До 1926 г. то расте с доста по-бавен темп, като домакинствата достигат 209 с 1467 души.
При избухването на Балканската война един човек от Долни Раковец е доброволец в Македоно-одринското опълчение.
В края на септември 1918 г., когато напусналите отбраната на южния фронт войници се завръщат към столицата и се разбунтуват, е „прогласена“ т.нар. Радомирска република. На страниците на книгата си „Клетвопрестъпниците“ (изд. 2002 г.), ген. Коста Николов описва като очевидец събитията по разтурването на тази „република“ и споменава, че последните ѝ „защитници“ са разпръснати по хълмовете около с. Долни Раковец. Освен селскостопанската дейност, жителите на селото развиват и редица занаяти. В книгата си „Село Долни Раковец“, (изд. 1995 г.), авторите Иван Гергов и Божидар Шадов отбелязват наличието на над 15 вида дейности, упражнявани от местни занаятчии в продължение на десетки години – шивачи, кожухари, обущари, тенекеджии, въжари, дърводелци, ковачи, кацари, строители, воденичари, търговци и др. Имало даже музиканти и един поет. В центъра на селото е била сладкарницата на Кирил Соколов, а до нея е била механата на Васил Ширков.
През годините на Втората световна война не може да се каже, че в селото е имало някаква ожесточена политическа противопоставеност. По-богатите хора са симпатизирали на тогавашната власт, а бедняците са им завиждали. Това е основната причина, веднага след преврата на 9 септември 1944 г. осем души от имотните селяни да бъдат измъкнати от домовете им, зверски избити и хвърлени в един кладенец до с. Върба (днес квартал на Радомир). От това село партизанка (шумкарка) е било едно момиче, което е застреляно при преследване от полицията. До към средата на 50-те години на 20 век, хората в Долни Раковец са се задържали и препитавали в селото си, но след колективизирането на земята им, те масово „поемат“ към съседните градове Радимир, Перник, Дупница, София и др. и в началото на 21 век там живеят не повече от 350 души. Жителите му са православни християни и са имали църква, построена още през 15 – 17 век. Читалището с библиотека съществува от първите години на 20 век, а здравната грижа за долнораковчани е с начало от последните години на 19 век, т.е. скоро след Освобождението. През 1943 г. в селото е работел постоянен медицински екип с фелдшер или лекар, медицинска сестра и санитар в специално построен здравен дом.

## Инфраструктура

### Транспорт
Транспортът в селото е добре развит и интегриран с националната транспортна система.
Долни Раковец се намира на 13 км от автомагистрала „Струма“, която свързва София с ГКПП Кулата.
Гара Долни Раковец е част от железопътна линия 5 от София до Кулата, като всеки ден през селото преминават над 10 влака.
Селото е достъпно и чрез автобусна линия №2 Радомир – Долни Раковец – Чуковец.
Авиобаза „Долни Раковец“ се намира на 5 км южно от селото и е построена за военни нужди между 1962 – 1966 г. Бетонната писта е с дължина 2450 м и ширина 50 м. През 2011 г. летището е продадено на фирма „Селим-Ко“ за 1,25 млн. лева и е преименувано на София Уест Еърпорт. Плановете на новия собственик са София Уест Еърпорт да се превърне в първото частно международно летище в България.

## Култура

### Храмове
Културното наследство и неговото развитие през различните периоди от време в с. Долни Раковец е свързано с цялостното културно богатство на западнобългарското (шопско) население. Вероятно, още с възникване на селото, е била построена църквата, която по време на османската власт е преместена и вкопана в земята, за да не се вижда отдалече, както са повелявали султанските закони за християнските храмове.
Старата черкова „Св. Николай Чудотворец“, останала още от 17 век, и сега посреща миряните и пази спомени от преди векове. В 1849 г. към нея е добавена пристройка за жените. Увеличеното население и невъзможността на старата схлупена постройка да побира местните християни е довело до решението за построяването на нова голяма и удобна църква. Основният ѝ камък е положен през 1927 г., като е осветена в 1946 г. на голямо свето тържество от софийския митрополит Партений. Постройката е забележителна с оригиналното си архитектурно оформление.

### Училище
Още през първите години на 20 век е издигната сградата на местната прогимназия („Н. Й. Вапцаров“, сега затворена, поради липса на деца), в отделните класни стаи на която са се събирали до 150 ученици. Там са завършили основното си образование много долнораковчани, някои от които след това станаха отлични специалисти от много области и се издигнаха до високи държавни и културни постове (зам. министър, директор на БДЖ, телевизионен режисьор и др.).

### Читалище
Освен с богатата си библиотека от близо 10000 тома, читалището в Долни Раковец „Св. Климент Охридски“, разполага с просторен салон, в който се провеждат културните събития, като театрални постановки, концерти, рецитали и т.н. Местният учител-поет Григор М. Шадов е издал през 1937 г. стихосбирката си „Душевни отломки“. Потомък на негов племенник е режисьорът Иван Шадов, познат с работата си в съвременни попопулярни телевизионни предавания като „Море от любов“, „Имаш поща“ и „Предай нататък“.

### Обичаи
Характерно за това село е празнуването на Тодоров ден, наричан още „Конския Великден“, когато на някое място в землището се провежда конно надбягване (кушия) от местните конегледачи. В първия ден на всяка година (на Нова година) из селото вместо сурвакари, ходят кукери в причудливи маски и облекла и гонят злите духове.
През месец септември в селото се провежда традиционният събор, на който идват много гости от региона.
В селото се провежда ежегоден фестивал на чесъна, който включва представяне на местни производители, плетене на чесън, приготвяне на традиционното долнораковско масло, както и богата фолклорна програма.

## Спорт

### Футбол
Селският футболен отбор, носещ името „Сарата“, е наследник на едноименно физкултурно дружество, възникнало през 1941 г. Отборът се състезава в „А“ Областна група 2 Перник. През 1952 г. отборът става околойски първенец.

### Други спортове
През 50-те и 60-те години на миналия век съществува силен волейболен отбор, който представлява селото на областни и републикански първенства.
На 3 км от селото се намира мотокрос писта Стефаново, където се провеждат традиционни състезания.
Край селото има много приятни за риболов места, като река Арката и яз. Стефаново. Местните риби включват лин, щукаба, бушка, каракуда, кефал, костур и уклей.

## Други
На територията на селото се намира и малък частен декоративен разсадник. От есента на 2008 година футболният клуб „Сарата“, се състезава в „А“ Областна група Юг–Перник.